# Karl Anton Theodor Rethwisch

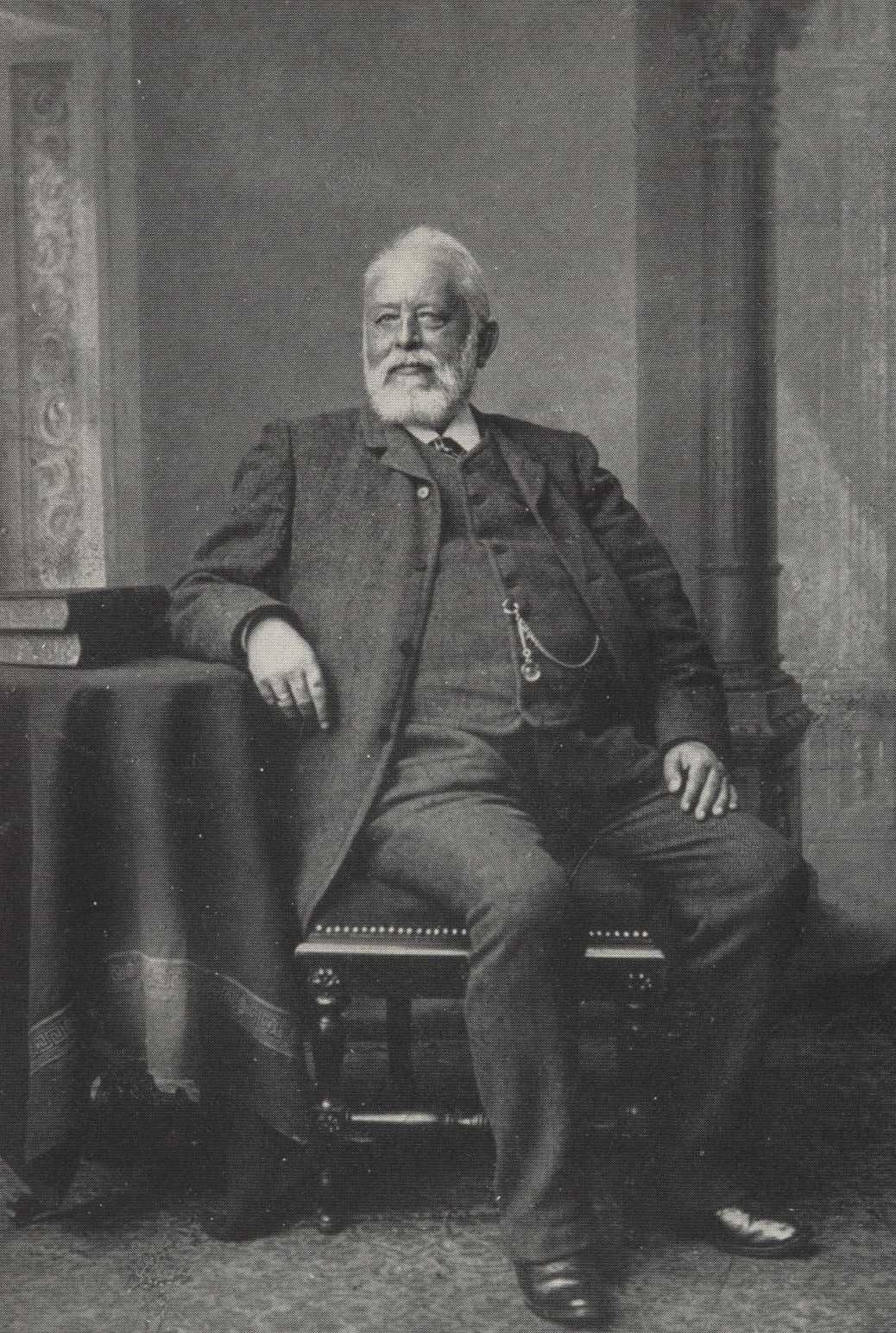
Theodor Rethwisch

Theodor Rethwisch (* 30. Januar 1824 in Rendsburg; † 17. Februar 1904 in Flensburg) war ein deutscher Zollbeamter und Heimatdichter in Holstein.

## Leben

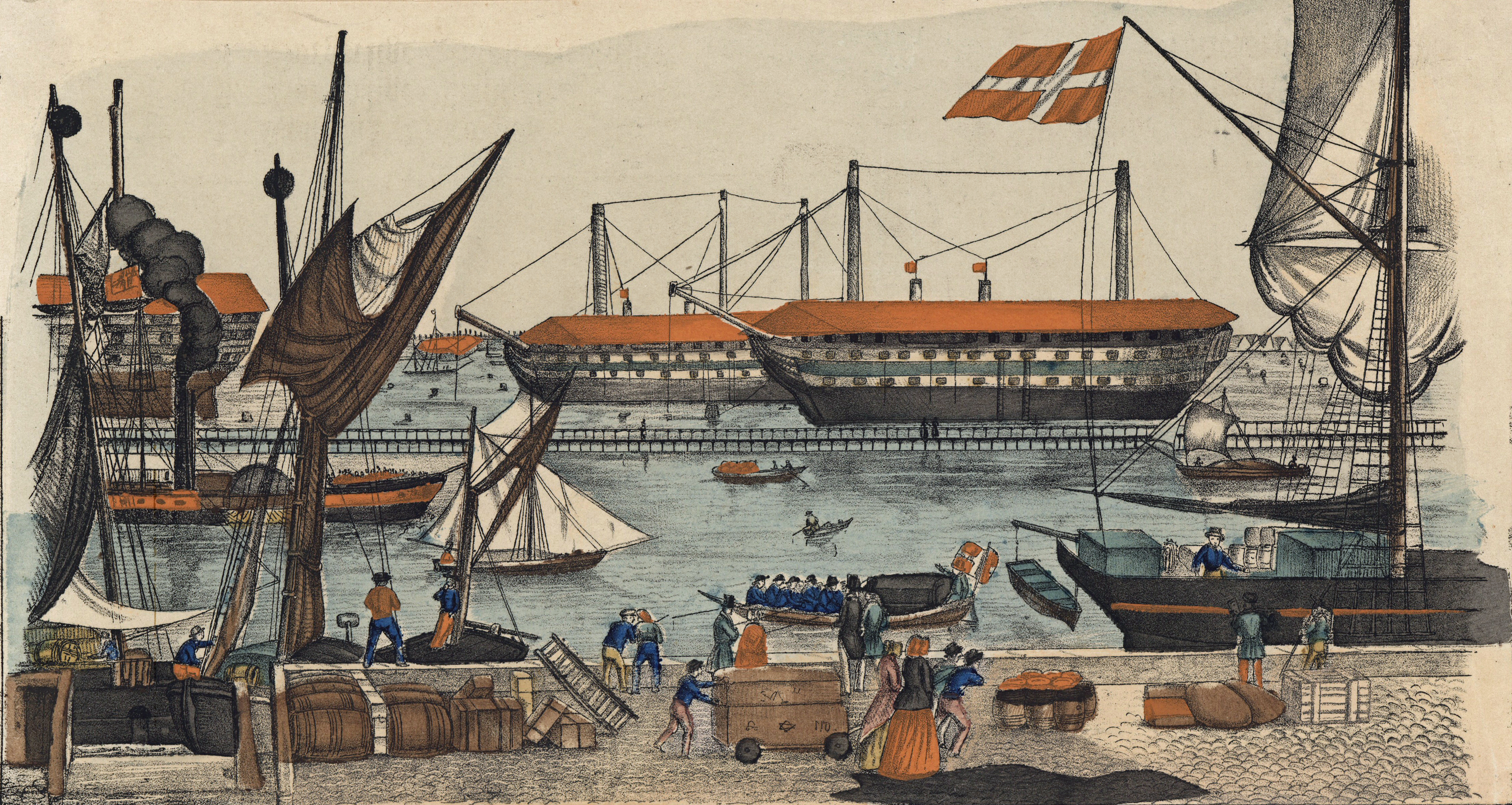
Gefangenenschiffe vor Kopenhagen, darunter die Hulk Dronning Marie

Rethwisch war der zweite Sohn von Peter Rethwisch, Militärmusiker im Herzogtum Holstein. Er hatte am 30. Oktober 1821 geheiratet. Mütterlicherseits war Theodor Rethwisch ein naher Verwandter von Theodor Körner.
Theodor besuchte vom 4. bis zum 13. Lebensjahr Privatschulen und danach bis zur Konfirmation (1840) die Garnisonschule in Rendsburg. Anschließend war er acht Jahre lang Schreiber beim Zoll, ab 1843 in Flensburg. Zu Beginn der Schleswig-Holsteinischen Erhebung, im März 1848, trat er als Offiziersaspirant in das Jägerkorps unter Major Michelsen. In der Schlacht von Bau fiel Michelsen. Rethwisch geriet in dänische Gefangenschaft und kam auf die vor Kopenhagen liegende Hulk Dronning Marie. In der fünfmonatigen Haft hatte er intensiven Kontakt mit Angehörigen des Corps Holsatia (Slesvico-Holsatia). Im September 1848 entlassen, wurde er von der Provisorischen Regierung als Zollbeamter eingestellt. Im Oktober kam er als  Grenzzollwächter in den Zolldistrikt Glückstadt. Als die Erhebung gescheitert und der Krieg verloren war, wurde Rethwisch 1852 von den Dänen entlassen. Darauf war er bis Ende 1859 Landmann. Anfang 1860 wurde er vom Magistrat der Stadt Altona als Registerschreiber an der Stadtkasse angestellt. Dort wurde er Mitglied der Altonaer Freimaurerloge Carl zum Felsen. Die Hamburg-Amerikanische Packetfahrt-Actien-Gesellschaft stellte ihn 1863 als Proviantmeister ein. Auf dem Dampfschiff TEUTONIA fuhr er sieben Reisen nach New York und eine Reise nach Grimsby mit.
Nach dem preußisch-österreichischen Sieg im Deutsch-Dänischen Krieg konnte Rethwisch in seinen Beruf zurückkehren. Die oberste Zivilbehörde des Herzogtums Schleswig schickte ihn im Juli 1864 als Zollhebungskontrolleur nach Sylt. Seit 1866 Zollverwalter, wurde er zum Vorsteher der Telegraphenstation und zum Verwalter der Postexpedition in Keitum ernannt. Ab Mitte Juli 1864 war er Korrespondent des Altonaer Mercur. 1867 kam er als kommissarischer Obersteuerkontrolleur nach Hadersleben. Dort wurde er 1875 Zollverwalter und später Oberzollinspektor am Hauptzollamt. Am 27. Februar 1884 erhielt er den Titel Steuerrat. 1894 trat er in den Ruhestand. Am 6. Februar 1904 nahm er an der 40. Gedenkfeier der Schlacht von Oeversee teil. Elf Tage später starb er mit 80 Jahren in Flensburg.

## Werke
Als Dichter betätigte sich Rethwisch besonders Anfang der 1860er Jahre. Im Dezember 1861 erschien zunächst in den Fliegenden Blättern die in verballhorntem Petuh geschriebene Ballade Niels Sörensen und sein Sohn Sören Nielsen (Neudruck 1925). Sie war so erfolgreich, dass Julius Stettenheim Rethwisch zum ständigen Mitarbeiter der Hamburger Wespen machte. In fast jeder Nummer dieser satirischen Wochenschrift erschienen nun die Szüdjyllanske Correspondenzer des Sören Sörensen. Die einzigartigen, wirkungsvollen Dichtungen wurden höchst populär. Besprochen wurden sie in den Hamburger Nachrichten, im Freischütz, in der Hamburger  Zeitung Reform, und in Ernst Kossaks Berliner Post (früher Montags-Post). Für Dörres Volkskalender und für zwei Jahrgänge des Reform-Kalenders schrieb Rethwisch plattdeutsche Prosa und Gedichte. Sein Spottlied Die Löwe tod lebt im  Corps Holsatia fort.

„Als Schleswig-Holstein im Jahre 1852 nach dreijährigem erfolglosen Kampfe aufs neue seinen Unterdrückern ausgeliefert war, da suchte „der verlassene Bruderstamm“ nach dem ersten Schmerz der betrogenen Sehnsucht einen, wenn auch nur schwachen Trost in der Satire, wofür die Maßnahmen der von den Dänen ins Land gesandten Prediger und Beamten einen nie versiegenden Stoff lieferten. Keiner verstand diese Zeit dänischer Mißwirtschaft mit den Pfeilen beißenden Witzes aber schärfer zu treffen als Theodor Rethwisch: er war ein unverzagter Kämpfer für die gerechte Sache seines geknechteten Vaterlandes. ... Seinen Gedichten gebührt der Ruhm, kräftig mit dazu beigetragen zu haben, die infolge des zögernden Verhaltens des deutschen Bundes gegenüber den deutschfeindlichen Betätigungen der Eiderdänen im Sinken begriffene Volksstimmung neu zu beleben, bis endlich die ersehnte Hilfe kam. Mit dem Friedensschluß verließ dann auch Rethwisch den Kampfplatz. Seine Dichtungen wurden im Jahre 1865 von Stettenheim zu einem Büchlein vereinigt, das nunmehr im vorliegenden Heft seine Auferstehung feiert.“

## Ehrungen
- Roter Adlerorden 4. Klasse
- Königlicher Kronen-Orden (Preußen) III. Klasse
- Dannebrogorden, „für glatt erledigte Grenzzollverhandlungen“ durch Christian IX.